# Oxigénio tripleto

Espécies reativas de oxigénio:
1: oxigénio tripleto
2: oxigénio singleto
3: radical anião superóxido
4: peróxido de hidrogénio
5: radical hidroxilo.

O oxigénio tripleto é o estado fundamental do oxigénio molecular, O2. A configuração electrónica da molécula tem dois electrões desaparelhados ocupando dois orbitais moleculares degenerados. Estes orbitais classificam-se como antiligantes, pelo que a ligação OO em O2 é mais fraca do que a ligação da molécula de NN em nitrogénio N2, onde todos os orbitais moleculares ligantes estão completos.